# خانواده جکسون
خانوادهٔ جکسون (انگلیسی: Jackson family) یک خانواده آمریکایی از نوازندگان و هنرمندان اهل گری، ایندیانا می باشد. بسیاری از فرزندان جوزف والتر (یا جو) و کاترین استر جکسون، موسیقی‌دانان موفقی بودند، به ویژه برادرانی که گروه پسرانه موتاون جکسون ۵ را تشکیل دادند (که بعدها به نام جکسون‌ها شناخته شد). تعدادی از خواهران و برادران نیز مشاغل انفرادی موفقی داشتند. جو به عنوان مدیر آن‌ها کار می‌کرد. خانواده جکسون، هم به عنوان یک گروه موسیقی و هم هنرمندان انفرادی، از اواخر دهه ۱۹۶۰ به بعد در زمینه موسیقی عامه‌پسند به موفقیت دست یافتند. گاهی آن‌ها را «نخستین خانواده سول»، «خانواده سلطنتی پاپ» یا «خانواده سلطنتی پاپ» می‌نامند، به ویژه پس از موفقیت مایکل و جنت جکسون، که اولی اغلب «پادشاه پاپ» و دومی «ملکه پاپ» نامیده می‌شوند.
جکسون ۵ در اصل متشکل از جکی، تیتو، جرمین، مارلون و مایکل بود. در سال ۱۹۷۵، رندی جایگزین جرمین شد. مایکل و جنت به عنوان محبوب‌ترین اعضای خانواده در نظر گرفته می‌شوند، زیرا هر دوی آن‌ها حرفه‌های انفرادی بسیار برجسته‌ای داشته‌اند و اغلب به عنوان دو تن از تأثیرگذارترین هنرمندان پاپ و آر اند بی در تاریخ مورد ستایش قرار می‌گیرند. همهٔ ۹ خواهر و برادر جکسون دارای رکوردهای طلایی هستند و لاتویا اولین خواهر جکسون است که موفق به کسب این رکورد شده‌است. جنت اولین زن سیاه‌پوستی است که جایزه نماد بیلبورد را دریافت کرده‌است. جکسون‌ها یکی از تأثیرگذارترین خانواده‌ها در تاریخ موسیقی هستند. در سال ۱۹۹۷، جکسون ۵ به تالار مشاهیر راک اند رول معرفی شد. مایکل در سال ۲۰۰۱ به‌عنوان یک هنرمند انفرادی معرفی شد و او را به یکی از معدود افرادی تبدیل کرد که دو بار به عنوان هنرمند انتخاب شده‌اند. جنت با پیوستن به برادرانش، در سال ۲۰۱۹ معرفی شد. مایکل، جنت و جکسون‌ها به ترتیب در سال‌های ۱۹۸۰، ۱۹۸۴ و ۱۹۹۰ در پیاده‌روی مشاهیر هالیوود ستاره دریافت کردند. در سال ۲۰۰۹، یک مجموعه تلویزیونی با عنوان جکسون‌ها: یک سلسله خانوادگی در شبکه ای‌اندئی به نمایش درآمد و مستندی از برادران جکسون در برخورد ناگهانی از دست دادن مایکل و آماده شدن برای یک تور جکسون ۵ پخش شد.

## نسل اول

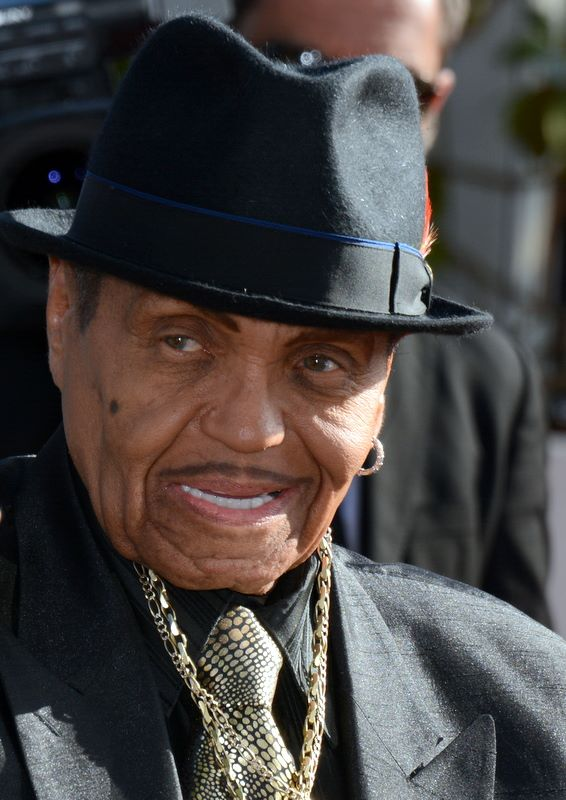
جوزف جکسون در سال ۲۰۱۴

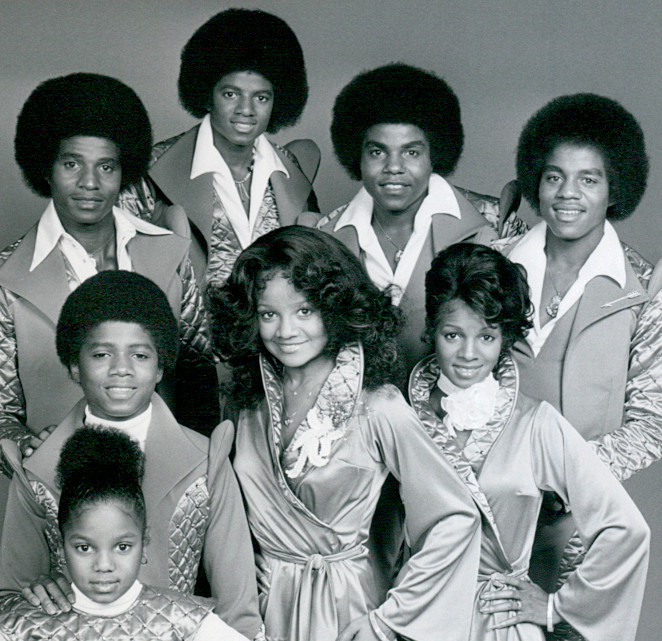
خواهران و برادران جکسون از برنامه تلویزیونی آن‌ها. جلو از چپ: جنت، رندی، لاتویا، ربی. پشت از چپ: جکی، مایکل، تیتو، مارلون. توجه: جرمین به‌دلیل مسائل قراردادی در برنامه تلویزیونی حضور نداشت و تصویری هم ندارد.

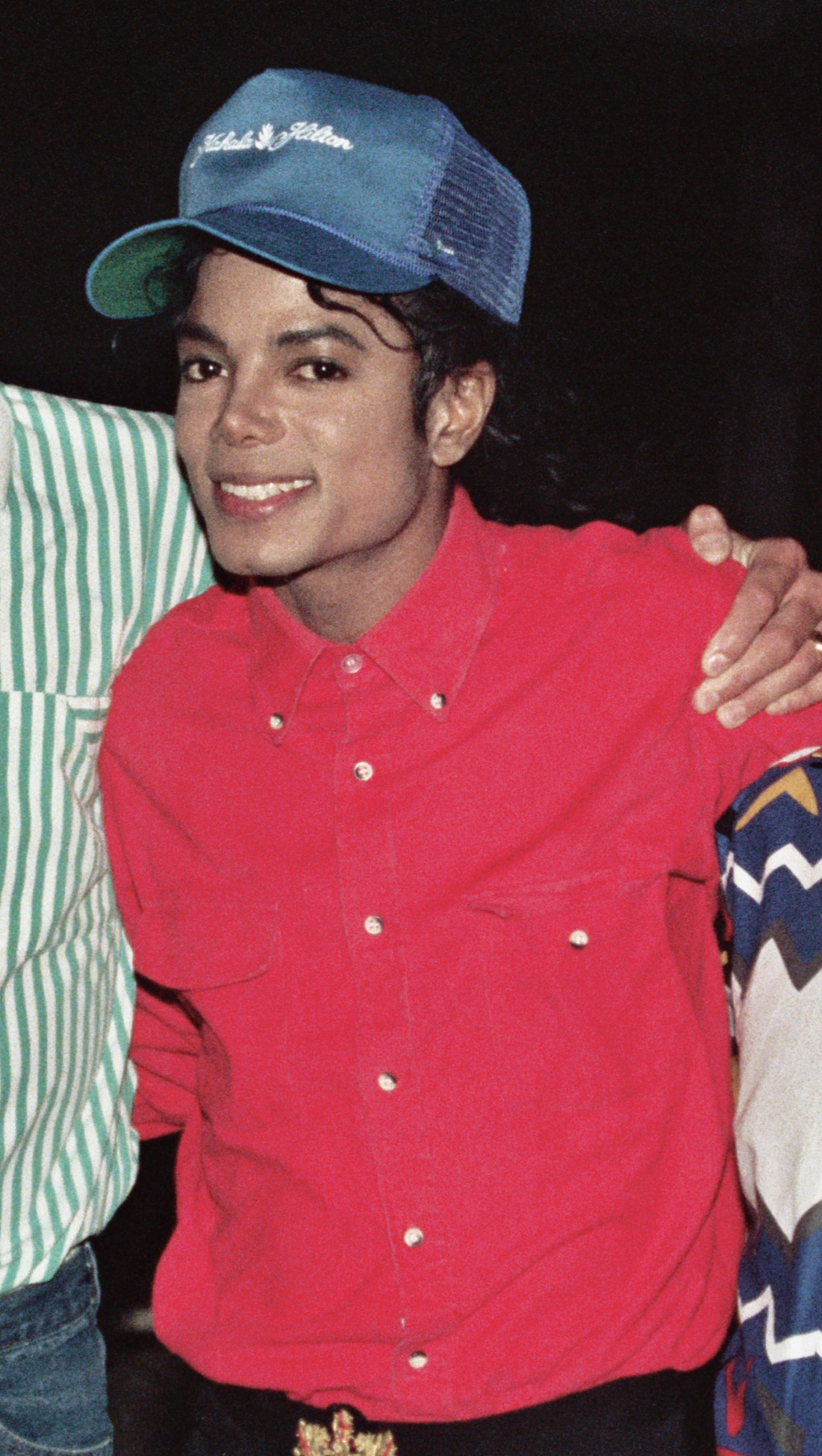
مایکل جکسون در سال ۱۹۸۸

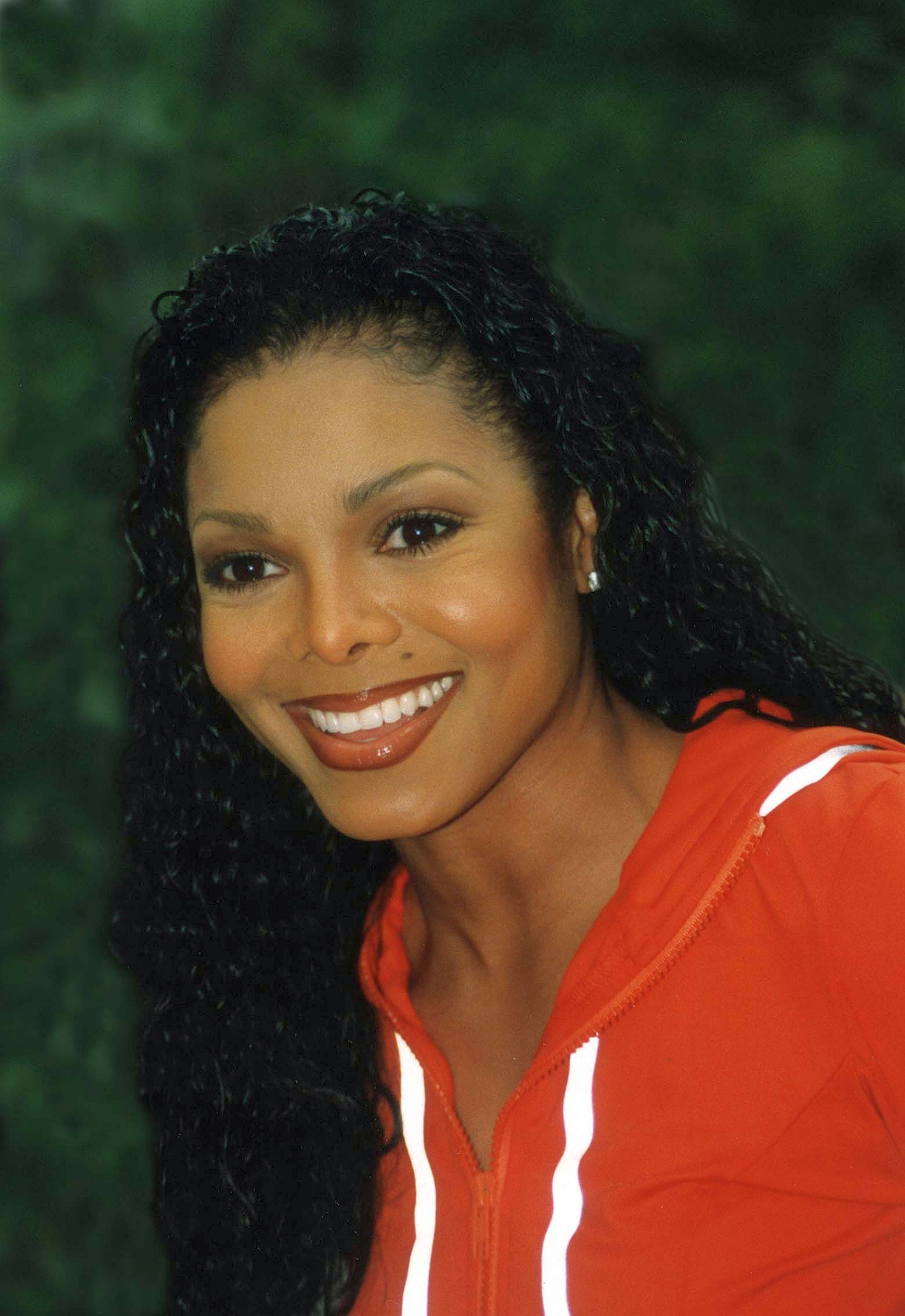
جنت جکسون در سال ۱۹۹۸